# فيلية (الريف الغربي)
فيلية (بالفارسية: فعلیه) هي منطقة سكنية تقع في إيران في قسم الريف الغربي الريفي.